# Milkman (novela)
Milkman es una novela histórica de ficción psicológica escrita por la autora norirlandesa Anna Burns.  Ambientada durante conflicto norirlandés, la historia sigue a una chica de 18 años, "hermana mediana", que es acosada por un hombre mayor casado conocido como "el Milkman" (el lechero) y luego como "Milkman". Es la primera novela de Burns que se publica después de Little Constructions en 2007, y la tercera en total.
Milkman recibió críticas muy positivas, y los críticos elogiaron principalmente la narración del libro,  la atmósfera, el humor,   y su compleja descripción de la sociopolítica de Irlanda del Norte.   Milkman ganó varios premios, incluido el Premio Booker de Ficción 2018,  lo que marca la primera vez que un escritor de Irlanda del Norte recibe el premio.  La novela también ganó el Premio del Círculo Nacional de Críticos de Libros de ficción de 2018,  así como el Premio Literario Internacional de Dublín de 2020.  Hasta 2019, la novela había vendido más de 540.000 copias. 

## Trama
Milkman está ambientada en Irlanda del Norte durante la década de 1970, en el apogeo de los disturbios. La narradora es una joven anónima de 18 años, conocida como hermana mediana, que vive en una ciudad anónima que simpatiza con la causa republicana. Milkman, un oficial paramilitar de alto rango, se interesa por la muchacha y comienza a acosarla y a ofrecerle viajes en auto no deseados. Se difunden rumores de que la muchacha está teniendo una aventura con el Milkman casado, lo que tensa la relación con su madre y la comunidad en general. Estos rumores se agravan a medida que la chica continúa su relación con su "quizás novio", con quien ha estado saliendo durante un año pero con quien le cuesta comprometerse.
A medida que el acoso de Milkman se vuelve más intenso, él hace amenazas veladas de matar a su posible novio si ella no rompe con él. La chica se vuelve más retraída y ella y su posible novio se distancian. Cuando la muchacha se encuentra con su "amiga más antigua de la escuela primaria", ésta sugiere que el comportamiento inconsciente de la muchacha, particularmente "leer mientras camina", la ha llevado a convertirse en una paria social y, por lo tanto, ha permitido los rumores. Durante esta reunión, la muchacha es envenenada por la "chica de las tabletas", una mujer local con una enfermedad mental. La muchacha enferma gravemente, pero se recupera. La chica de las tabletas es encontrada asesinada poco después, y la comunidad asume que Milkman la mató como venganza por dañar a la narradora, lo que empeora aún más su reputación dentro de la comunidad.
La chica y su tal vez novio rompen debido a una tensa llamada telefónica. La muchacha va a su casa para reconciliarse, pero descubre que está enamorado y más comprometido con su mejor amigo. Resignándose a su destino, finalmente acepta que Milkman la lleve de regreso a su casa. Milkman promete llevarla a una cita la noche siguiente. Sin embargo, esa mañana, las fuerzas de seguridad británicas lo matan a tiros. Mientras la muchacha está en un club, otro acosador intermitente, Somebody McSomebody, la embosca en el baño, amenazándola con matarla. La muchacha es salvada por las otras mujeres en el baño, quienes golpean al agresor. Como sus acosadores ya no la molestan, la vida de la muchacha vuelve a un estado de normalidad.

## Temas

### Política
En Milkman, los comportamientos cotidianos, incluso los apolíticos, están politizados.  El tal vez novio de la protagonista muestra a sus vecinos el sobrealimentador de un raro Bentley antiguo que ha adquirido, sólo para ser marginado cuando una persona en la habitación pregunta quién de sus compañeros de garaje consiguió la pieza del coche que tenía la bandera "al otro lado del agua" (Inglaterra), lo que sugiere que él (y todos los mecánicos con los que trabaja) son traidores por siquiera tocar alguna parte de dicho automóvil.
El deseo de la protagonista de evitar los asuntos políticos se muestra tanto en su negativa a utilizar nombres de personajes como en su lectura mientras camina (literalmente, enterrando su cabeza en un libro para emanciparse de la realidad de los problemas). Su lectura mientras camina se manifiesta trágicamente como un rumor de que está teniendo una aventura con Milkman. Como siempre que otros personajes no logran comprender un comportamiento (como la preferencia de la protagonista por la literatura sobre la política), esta todavía se politiza a través de sus propias interpretaciones de facetas de la vida que de otro modo serían mundanas.

## Antecedentes
Si bien Burns inicialmente esperaba escribir la novela en tres semanas, finalmente terminó Milkman en un período de diez meses, tiempo durante el cual se quedó sin dinero y tuvo que recurrir a beneficios.  Milkman se basó en las propias experiencias de Burns al crecer en Belfast durante los disturbios, y ha calificado el escenario anónimo de la novela como "una versión distorsionada de Belfast",  aunque también podría representar "cualquier tipo de sociedad totalitaria y cerrada existiendo en condiciones igualmente opresivas". 

## Recepción

### Respuesta crítica
Milkman fue fuertemente elogiado por la crítica. Basado en una muestra de 28 reseñas, el sitio web de recopilación de reseñas Book Marks informó que 16 críticos dieron al libro una reseña "elogiosa", 9 dieron críticas "positivas" y 1 crítico expresó impresiones "mixtas". Otros dos críticos "criticaron" el libro.  Escribiendo para The Washington Post, Ron Charles describió la novela como "desafiante" pero "gratificante",  y Dwight Garner criticó el libro como "rara vez aprovecha algún tipo de claridad o resonancia emocional" en una reseña para The New York Times..  En Literary Review, John Self reconoció que la evasión de la novela y la falta de una trama unificada son un desafío para el lector, pero elogió a Burns por la versión "de otro mundo" de Irlanda del Norte que su narrador es capaz de transmitir: "un escenario de cuento de hadas amenazador donde la gente se definen en oposición a los que están "al otro lado de la frontera", "al otro lado del agua" o simplemente "al otro lado de la carretera". 

### Recepción
La novela ganó el Premio Booker 2018. Kwame Anthony Appiah, presidente de los jueces, comentó: 

"El lenguaje de Milkman de Anna Burns es simplemente maravilloso; comenzando con la voz distintiva y consistentemente realizada del protagonista en primera persona, divertido, resistente, astuto, franco y en primera persona. Desde la primera página, sus palabras nos sumergen en la violencia diaria de su mundo (amenazas de asesinato, personas asesinadas por escuadrones de sicario estatales) mientras responde a las realidades cotidianas de su vida cuando era joven, negociando un camino entre las demandas de la familia, los amigos y los amantes en una época inestable. La novela delinea brillantemente el poder del chisme y la presión social en una comunidad muy unida, y muestra cómo tanto los rumores como las lealtades políticas pueden ponerse al servicio de una campaña implacable de acoso sexual individual. Burns se basa en la experiencia de Irlanda del Norte durante la Es difícil retratar un mundo que permite a los individuos abusar del poder otorgado por una comunidad a quienes resisten al Estado en su nombre. Sin embargo, esta nunca es una novela sobre un solo lugar o tiempo: lo local está al servicio de una exploración de lo universal. experiencia de las sociedades en crisis."

## Premios
- 2018: Man Booker Prize [21]
- 2018: Lista corta del Irish Book Award [22]
- 2018: Premio del Círculo de Críticos Nacional del Libro (ficción) [23]
- 2019: Orwell Prize (ficción política) [24]
- 2019: Lista corta del Women’s Prize for Fiction [25]
- 2019: Lista corta del Rathbones Folio Prize [26]
- 2020: Christopher Ewart-Biggs Memorial Prize (para 2018/2019) [27]
- 2020: Premio Literario Internacional IMPAC de Dublín [28]